# 저 하늘에도 슬픔이 (2007년 영화)
"저 하늘에도 슬픔이"는 2007년에 개봉한 대한민국의 영화이다.

## 캐스팅
- 김유나 : 윤숙 역
- 박남 : 윤식 역
- 박소영 : 순나 역
- 김인정 : 옥이 역
- 박순천 : 엄마 역
- 윤철형 : 아빠 역
- 류미오 : 교감 역
- 김형일 : 출판사 사장 역
- 백일섭 : 경수 부 역
- 김정란 : 경수 모 역
- 여운계 : 의사 역
- 정혜선 : 교장 역
- 전원주 : 학부모 역
- 홍윤정 : 일수 아줌마 역
- 김일우 : 배차계 역
- 서창숙 : 담임 역
- 이대로 : 할아버지 역
- 한영수 : 윤식담임 역
- 임선택 : 사회자 역
- 김혜영 : 사회자 역
- 이정길 : 건달 역
- 박동룡 : 버스 기사 역
- 한태일 : 지하철 신사 역
- 박용팔 : 구두 영감 역
- 황준욱 : 배달원 역